# 2012年ロンドンオリンピックのサッカー競技・アジア予選
2012年ロンドンオリンピックのサッカー競技・アジア予選は、アジアサッカー連盟(AFC)所属の各チームにより競われる。

## 男子
前大会より1チーム多い35チームが参加する（前大会に比べ、中国 ならびにスリランカが加わる一方、アフガニスタンが今大会不参加）。出場枠は3.5。2011年2月から2012年3月にかけて実施される。
1次予選
前回大会の成績上位13チーム（前回大会本大会出場の4チーム、および前回大会のアジア最終予選敗退の9チーム）は1次予選を免除される。以下のチームが1次予選免除となる：
 オーストラリア  バーレーン  中華人民共和国  北朝鮮  韓国  イラク  日本  レバノン  カタール  サウジアラビア  シリア  ウズベキスタン  ベトナム
残る22チームを2チームずつ11組に分け、ホーム・アンド・アウェー方式で対戦を行う。各勝者が2次予選に進出する。
2次予選
1次予選免除の13チームと、1次予選に勝利した11チームの計24チームを2チームずつ12組に分け、ホーム・アンド・アウェー方式で対戦を行う。各勝者が最終予選に進出する。
最終予選
2次予選に勝利した12チームを4チームずつ3組に分け、ホーム・アンド・アウェー方式の2順の総当たり戦を行う。各組1位のチームが本大会出場権を得る。また各組2位のチームはアジア地区プレーオフに進出する。
アジア地区プレーオフ
最終予選の各組2位チーム（3チーム）で1順の総当たり戦（集中開催方式）を行う。1位のチームが大陸間プレーオフに進出する。
大陸間プレーオフ
アジア地区プレーオフ1位のチームは、アフリカ予選（アフリカ U-23選手権2011）4位チームと対戦し、勝利したチームが本大会出場権を得る。

### 1次予選
第1戦は2011年2月23日に、第2戦は同3月9日に行われた。組み合わせ抽選は2010年10月20日に行われた。
| 第1戦ホームチーム | 合計 得点 | 第2戦ホームチーム    | 第1戦 結果   | 第2戦 結果   |
| ----------------- | --------- | -------------------- | ------------ | ------------ |
| タイ              | 0 - 4     | パレスチナ           | 0 - 3 （注） | 0 - 1 (延長) |
| ヨルダン          | 3 - 0     | チャイニーズタイペイ | 1 - 0        | 2 - 0        |
| イエメン          | 3 - 0     | シンガポール         | 2 - 0        | 1 - 0        |
| クウェート        | 5 - 0     | バングラデシュ       | 2 - 0        | 3 - 0        |
| マレーシア        | 2 - 0     | パキスタン           | 2 - 0        | 0 - 0        |
| アラブ首長国連邦  | 10 - 1    | スリランカ           | 7 - 1        | 3 - 0        |
| インド            | 3 - 2     | ミャンマー           | 2 - 1        | 1 - 1        |
| オマーン          | 7 - 2     | タジキスタン         | 4 - 1        | 3 - 1        |
| インドネシア      | 1 - 4     | トルクメニスタン     | 1 - 3        | 0 - 1        |
| イラン            | 1 - 0     | キルギス             | 1 - 0        | 0 - 0        |
| 香港              | 7 - 0     | モルディブ           | 4 - 0        | 3 - 0        |

| 2011年2月23日 18:00 |

| タイ                      | 0 - 3    | パレスチナ |
| (パトチャ・ナラット 43分) | レポート |            |

| スパチャラサイ国立競技場（バンコク） 観客数: 6,000 主審: 金相宇 (韓国) |

※当初のスコアは1 - 0でタイの勝利だったものの、後日この試合は没収試合（タイの0 - 3での敗戦扱い）とされた（注）。
| 2011年3月9日 18:00 |

| パレスチナ                        | 1 - 0 (延長) | タイ |
| アブドゥルハミド・アブハビブ 45分 | レポート     |      |
|                                   | PK戦         |      |
|                                   | 5 - 6        |      |

| ファイサル・フサイニー国際スタジアム（アッ＝ラーム） 観客数: 16,000 主審: バンジャル・アッ＝ドーサリー (カタール) |

| 2011年2月23日 18:00 |

| ヨルダン              | 1 - 0    | チャイニーズタイペイ |
| バニーアティーエ 83分 | レポート |                      |

| キング・アブドゥッラー・スタジアム（アンマン） 観客数: 2,000 主審: ハサン・イブラヒーム (バーレーン) |

| 2011年3月9日 19:00 |

| チャイニーズタイペイ | 0 - 2    | ヨルダン                          |
|                      | レポート | ザアタラ 28分 · ルワーシュデ 89分 |

| 台北陸上競技場（台北） 観客数: 3,500 主審: 金相宇 (韓国) |

| 2011年3月19日 |

| イエメン                                            | 2 - 0    | シンガポール |
| アイマン・サレフ 38分 · モハメド・アル＝ハデル 50分 | レポート |              |

| シェイク・ハリーファ国際スタジアム（アラブ首長国連邦・アル・アイン） 観客数: 200 主審: 李敏胡 (韓国) |

| 2011年3月21日 |

| シンガポール | 0 - 1    | イエメン                    |
|              | レポート | モハメド・アル＝ハデル 14分 |

| シェイク・ハリーファ国際スタジアム（アラブ首長国連邦・アル・アイン） 観客数: 150 主審: 杜萨里 |

| 2011年2月23日 |

| クウェート                                      | 2 - 0    | バングラデシュ |
| ハマド・アリ 43分 · ナセル・アル＝シャカス 47分 | レポート |                |

| モハメド・アル・ハマド・スタジアム（クウェートシティ） |

| 2011年3月9日 |

| バングラデシュ | 0 - 3    | クウェート                                                       |
|                | レポート | アル＝アンサーリー 2分 · ユーセフ・アル＝スレイマン 45+1分, 89分 |

| バンガバンドゥ・ナショナル・スタジアム（ダッカ） |

| 2011年2月23日 |

| マレーシア                   | 2 - 0    | パキスタン |
| ザカリア 4分 · Fazail 45+4分 | レポート |            |

| シャー・アラム・スタジアム（シャー・アラム） |

| 2011年3月9日 |

| パキスタン | 0 - 0    | マレーシア |
|            | レポート |            |

| パンジャーブ・スタジアム（ラホール） |

| 2011年3月8日 |

| アラブ首長国連邦                                                                                            | 7 - 1    | スリランカ                    |
| カリル 7分, 54分 · Rashed Essa 15分, 22分 · アル＝カマーリー 38分 (pen.) · Ahmed Ali 63分 · マブフート 66分 | レポート | Mohamed Mahdhoom Mohamed 61分 |

| バニー・ヤース・スタジアム（バニー・ヤース, アブダビ） |

| 2011年3月11日 |

| スリランカ | 0 - 3    | アラブ首長国連邦                     |
|            | レポート | Rashed Essa 19分 · カリル 28分, 41分 |

| バニー・ヤース・スタジアム（バニー・ヤース, アブダビ） |

| 2011年2月23日 |

| インド                             | 2 - 1    | ミャンマー         |
| Lalpekhlua 24分 · Malsawmfela 40分 | レポート | Mai Aih Naing 33分 |

| シュリー・シヴ・チャトラパティ・スポーツコンプレックス（バレワディ, マハーラーシュトラ） |

| 2011年3月9日 |

| ミャンマー              | 1 - 1    | インド               |
| チョー・コー・コー 64分 | レポート | Sathyan Sabeeth 90分 |

| トゥウンナ・スタジアム（ヤンゴン） |

| 2011年2月23日 |

| オマーン | 4 - 1    | タジキスタン              |
| Al-Farsi Eid Mohammed Eid 19分, 66分 · Fahad Khamis Rashid Al-Jalaboubi 35分 · Mansoor Ghamil Salim Al-Naaimi 48分 | レポート | ショフズフロフ 13分 (pen) |

| シーブ・スタジアム（シーブ） |

| 2011年3月9日 |

| タジキスタン     | 1 - 3    | オマーン                                                                             |
| Tukhtasunov 42分 | レポート | Al Hadhri Hussain Ali Farah 49分 (pen), 73分 · Fahad Khamis Rashid Al-Jalaboubi 52分 |

| メタルルグ・スタジアム（トゥルスンゾダ） |

| 2011年2月23日 |

| インドネシア                  | 1 - 3    | トルクメニスタン                                                          |
| Titus Jhon Londouw Bonai 14分 | レポート | Arslanmyrat Amanov 17分 · Aleksandr Boliyan 80分 · Vahyt Orazsahedov 86分 |

| ゲロラ・シュリーヴィジャヤ・スタジアム（パレンバン） |

| 2011年3月9日 |

| トルクメニスタン | 1 - 0    | インドネシア |
| ミンガゾフ 25分  | レポート |              |

| アシガバート・オリンピック・スタジアム（アシガバート） |

| 2011年2月23日 |

| イラン        | 1 - 0    | キルギス |
| ラフマニ 33分 | レポート |          |

| アザディ・スタジアム（テヘラン） |

| 2011年3月9日 |

| キルギス | 0 - 0    | イラン |
|          | レポート |        |

| スパルタク・スタジアム（ビシュケク） |

| 2011年2月23日 |

| 香港                                         | 4 - 0    | モルディブ |
| 杜瀚滔 1分, 86分 · 袁浚楠 64分 · 夏志明 83分 | レポート |            |

| 香港スタジアム（香港） |

| 2011年3月9日 |

| モルディブ | 0 - 3    | 香港                              |
|            | レポート | 林学曦 19分, 45+1分 · 夏志明 23分 |

| ガロル国立競技場（マレ） |

#### タイ王国代表の失格について
タイ（ホーム）対パレスチナの試合は1 - 0でタイが勝利したが、タイが出場資格のない選手（AFC U-19選手権2008で出場停止処分を受け、その処分がまだ残っていた）を出場させていたため、試合後日に没収試合（パレスチナの3 - 0での勝利扱い）とされた。このため、当初はタイが2次予選に進出することになっていたが、代わってパレスチナが進出することとなった。
なおタイサッカー協会の会長は「タイに問題があったのではなく、マッチコミッショナーの問題であり、処分は受け入れ難い」と抗議している。

### 2次予選
第1戦は2011年6月19日に、第2戦は同6月23日に実施。1次予選を勝ち抜いた11チームと、1次予選免除の13チーム、計24チームで競われた。組み合わせ抽選は2011年3月30日に行われた。
| 第1戦ホームチーム | 合計 得点 | 第2戦ホームチーム | 第1戦 結果 | 第2戦 結果   |
| ----------------- | --------- | ----------------- | ---------- | ------------ |
| カタール          | 4 - 2     | インド            | 3 - 1      | 1 - 1        |
| イラク            | 5 - 0     | イラン            | 3 - 0      | 2 - 0        |
| バーレーン        | (a)2 - 2  | パレスチナ        | 0 - 1      | 2 - 1        |
| オーストラリア    | 7 - 0     | イエメン          | 3 - 0      | 4 - 0        |
| 日本              | 4 - 3     | クウェート        | 3 - 1      | 1 - 2        |
| シリア            | 6 - 2     | トルクメニスタン  | 2 - 2      | 4 - 0        |
| 北朝鮮            | 1 - 2     | アラブ首長国連邦  | 0 - 1      | 1 - 1        |
| 韓国              | 4 - 2     | ヨルダン          | 3 - 1      | 1 - 1        |
| ウズベキスタン    | 3 - 0     | 香港              | 1 - 0      | 2 - 0        |
| サウジアラビア    | 6 - 1     | ベトナム          | 2 - 0      | 4 - 1        |
| 中華人民共和国    | 1 - 4     | オマーン          | 0 - 1      | 1 - 3 (延長) |
| レバノン          | 1 - 2     | マレーシア        | 0 - 0      | 1 - 2        |

| 2011年6月19日 19:15 |

| カタール                                                        | 3 - 1    | インド     |
| アル＝ハルファン 15分 · アル＝ハイドゥース 54分 · サラーハ 69分 | レポート | ラルペクラ |

| ジャシム・ビン・ハマド・スタジアム（ドーハ） 観客数: 3,518 主審: モハメド・アブデルカリーム (アラブ首長国連邦) |

| 2011年6月23日 19:00 |

| インド                     | 1 - 1    | カタール      |
| （ムフターハ 53分 (o.g.)） | レポート | サラーハ 73分 |

| シュリー・シヴ・チャトラパティ・スポーツコンプレックス（マハーラーシュトラ） 観客数: 2,500 主審: ヴァレンティン・コヴァレンコ (ウズベキスタン) |

| 2011年6月19日 |

| イラク | 3 - 0               | イラン          |
|        | レポート 参考サイト | (Mosalman 30分) |

| フランソ・ハリーリー・スタジアム（アルビール） |

※第1試合はイランが1-0で勝利したものの、イランが出場停止処分を受けていた選手を出場させていたことが判明したため、第2試合開始数時間前に第1試合を没収試合（イラクの3-0での勝利扱い）とすることが告知された。
| 2011年6月23日 |

| イラン | 0 - 2    | イラク                |
|        | レポート | ラーディー 35分, 63分 |

| アザディ・スタジアム（テヘラン） |

| 2011年6月19日 |

| バーレーン | 0 - 1    | パレスチナ              |
|            | レポート | Khaled J. A. Salem 72分 |

| バーレーン・ナショナル・スタジアム（リファー） |

| 2011年6月23日 |

| パレスチナ              | 1 - 2    | バーレーン                                                                         |
| Khaled J. A. Salem 44分 | レポート | Sayed Dhiya Saeed Ebrahim Alawi Shubbar 54分 · Ali Khalil Ali Abdulla Mubarak 60分 |

| ファイサル・フサイニー国際スタジアム（アッ＝ラーム） |

| 2011年6月19日 |

| オーストラリア                       | 3 - 0    | イエメン |
| Hoffman 15分, 90+3分 · ニコルズ 67分 | レポート |          |

| セントラルコースト・スタジアム（ゴスフォード） |

| 2011年6月23日 |

| イエメン | 0 - 4    | オーストラリア                                   |
|          | レポート | Hoffman 18分, 31分, 52分 · アーロン・ムーイ 68分 |

| ニューカッスル国際スポーツセンター（オーストラリア・ニューカッスル） |

| 2011年6月19日 |

| 日本                                          | 3 - 1               | クウェート       |
| 清武弘嗣 18分 · 濱田水輝 37分 · 大迫勇也 61分 | レポート 参考サイト | Jaber Jazaa 68分 |

| 豊田スタジアム（豊田） |

| 2011年6月23日 |

| クウェート                      | 2 - 1    | 日本          |
| Hamad Aman 50分 · ナーセル 59分 | レポート | 酒井宏樹 21分 |

| モハメド・アル・ハマド・スタジアム（ハワッリー） |

| 2011年6月19日 |

| シリア                                     | 2 - 2    | トルクメニスタン                                |
| Oday Abd Al Jafal 29分 · アッ＝ソーマ 53分 | レポート | Aleksandr Boliyan 50分 · Vahyt Orazsahedov 79分 |

| プリンス・モハメド・スタジアム（ヨルダン・ザルカ） |

| 2011年6月23日 |

| トルクメニスタン | 0 - 4    | シリア                                                                                       |
|                  | レポート | アッ＝ソーマ 10分 · Oday Abd Al Jafal 45分 · Mohammad Zbida 66分 · Mohamad Afa Al Rifai 80分 |

| アシガバート・オリンピック・スタジアム（アシガバート） |

| 2011年6月19日 |

| 北朝鮮 | 0 - 1    | アラブ首長国連邦   |
|        | レポート | Mohamed Ahmed 56分 |

| 金日成競技場（平壌） |

| 2011年6月23日 |

| アラブ首長国連邦             | 1 - 1    | 北朝鮮              |
| アル＝カマーリー 34分 (pen.) | レポート | リ・ジンヒョク 18分 |

| タハヌーン・ビン・モハメド・スタジアム（アル・アイン） |

| 2011年6月19日 |

| 韓国                                                 | 3 - 1    | ヨルダン        |
| 金太桓 54分 · 尹ビッガラム 77分 (pen.) · 金東燮 86分 | レポート | ザアタラ 45+1分 |

| ソウルワールドカップ競技場（ソウル） |

| 2011年6月23日 |

| ヨルダン                | 1 - 1    | 韓国      |
| アッ＝ダルドゥール 42分 | レポート | 洪喆 71分 |

| アンマン国際スタジアム（アンマン） |

| 2011年6月19日 |

| ウズベキスタン | 1 - 0    | 香港 |
| ムサエフ 58分  | レポート |      |

| JARスタジアム（タシュケント） |

| 2011年6月23日 |

| 香港 | 0 - 2    | ウズベキスタン                              |
|      | レポート | ムサエフ 8分 · Temurkhuja Abdukholiqov 19分 |

| 香港スタジアム（香港） |

| 2011年6月19日 |

| サウジアラビア                                       | 2 - 0    | ベトナム |
| アル＝ファラジュ 43分 · Nguyen Van Hau 90+1分 (o.g.) | レポート |          |

| プリンス・スルターン・ビン・アブドゥルアズィーズ・スポーツ・シティ・スタジアム（アブハー） |

| 2011年6月23日 |

| ベトナム          | 1 - 4    | サウジアラビア                                                                                                   |
| Le Van Thang 44分 | レポート | アル＝アービド 10分 · Saud Hamoud Y. Hassan 28分 · Ibrahim Hassan 57分 (pen.) · Abdulrahim Mustafa M Jezawi 84分 |

| ミーディン国立競技場（ハノイ） |

| 2011年6月19日 |

| 中華人民共和国 | 0 - 1    | オマーン      |
|                | レポート | Al-Hadhri 4分 |

| 虹口足球場（上海） |

| 2011年6月23日 |

| オマーン                                                        | 3 - 1 (延長) | 中華人民共和国 |
| Al-Hadhri 94分, 118分 · Yaqoob Abdul Karim Salim Al-Qasmi 114分 | レポート     | 呉曦 69分      |

| シーブ・スタジアム（シーブ、マスカット区） |

| 2011年6月19日 |

| レバノン | 0 - 0    | マレーシア |
|          | レポート |            |

| カミール・シャムーン・スポーツ・シティ・スタジアム（ベイルート） |

| 2011年6月23日 |

| マレーシア                             | 2 - 1    | レバノン        |
| Fazail 9分 · ワンザック・ハイカル 41分 | レポート | Chadi Atie 63分 |

| ブキット・ジャリル国立競技場（ブキット・ジャリル） |

### 最終予選
2011年9月21日・11月23日・11月27日および、2012年2月5日・2月22日・3月14日で各チーム6試合ずつを行う。組み合わせ抽選は2011年7月7日に行われた。
組み合わせ抽選のシード順ならびにポット分けは以下の通り。
| ポット1                              | ポット2                                | ポット3                                          | ポット4                                             |
| ------------------------------------ | -------------------------------------- | ------------------------------------------------ | --------------------------------------------------- |
| - 1 韓国 - 2 オーストラリア - 3 日本 | - 4 イラク - 5 バーレーン - 6 カタール | - 7 サウジアラビア - 8 シリア - 9 ウズベキスタン | - 10 オマーン - 11 アラブ首長国連邦 - 12 マレーシア |

#### グループA
| チーム         | 勝点 | 試合数 | 勝 | 引分 | 敗 | 得点 | 失点 | 得失点差 |
| -------------- | ---- | ------ | -- | ---- | -- | ---- | ---- | -------- |
| 韓国           | 12   | 6      | 3  | 3    | 0  | 8    | 2    | +6       |
| オマーン       | 8    | 6      | 2  | 2    | 2  | 8    | 8    | 0        |
| カタール       | 7    | 6      | 1  | 4    | 1  | 6    | 8    | -2       |
| サウジアラビア | 3    | 6      | 0  | 3    | 3  | 4    | 8    | -4       |

| 2011年9月21日 20:00 UTC+9 |

| 韓国                            | 2 - 0    | オマーン |
| 尹ビッガラム 24分 · 金甫炅 74分 | レポート |          |

| 昌原サッカーセンター（昌原） |

| 2011年9月21日 20:15 UTC+3 |

| サウジアラビア             | 1 - 1    | カタール                   |
| Yahya Hussain Dagriri 12分 | レポート | Yousef Ahmed Alnahoyi 89分 |

| キング・ファハド国際スタジアム（リヤド） |

| 2011年11月23日 19:00 UTC+3 |

| カタール             | 1 - 1    | 韓国        |
| マージド 43分 (pen.) | レポート | 金賢聖 68分 |

| アル・サッド・スタジアム（ドーハ） |

| 2011年11月23日 19:00 UTC+4 |

| オマーン                                          | 2 - 0    | サウジアラビア |
| カースィム 15分 · Nasser Ali Saleh Al Shamli 56分 | レポート |                |

| シーブ・スタジアム（シーブ） |

| 2011年11月27日 14:00 UTC+9 |

| 韓国        | 1 - 0    | サウジアラビア |
| 曺永哲 33分 | レポート |                |

| ソウルワールドカップ競技場（ソウル） |

| 2011年11月27日 19:00 UTC+4 |

| オマーン                                    | 3 - 0    | カタール                       |
| (Abdul Aziz Humaid Mubarak Al-Maqbali 11分) | レポート | (Fahad Khalfan Albulushi 88分) |

| シーブ・スタジアム（シーブ） |

※当初のスコアは1-1の引き分けであったものの、カタールが出場停止処分中の選手を出場させていたことが判明したため、この試合は後日没収試合（カタールの0-3での敗戦扱い）とされた。
| 2012年2月5日 18:00 UTC+3 |

| カタール                                               | 2 - 2    | オマーン                                           |
| Fahad Al-Bulushi 26分 · アル＝ハイドゥース 86分 (pen.) | レポート | Abdulaziz Al-Maqbali 34分 · Hussain Ali Farah 76分 |

| アル・サッド・スタジアム（ドーハ） |

| 2012年2月5日 20:35 UTC+3 |

| サウジアラビア    | 1 - 1    | 韓国          |
| Omar Khudari 60分 | レポート | 金甫炅 90+1分 |

| プリンス・モハメド・ビン・ファハド・スタジアム（ダンマーム） |

| 2012年2月22日 18:15 UTC+3 |

| カタール                                           | 2 - 1    | サウジアラビア                 |
| アル＝ハイドゥース 43分 · Naser Nabeel k Saad 78分 | レポート | Ahmed Ali H Walibi 12分 (pen.) |

| アル・サッド・スタジアム（ドーハ） |

| 2012年2月22日 18:30 UTC+4 |

| オマーン | 0 - 3    | 韓国                                   |
|          | レポート | 南泰煕 1分 · 金賢聖 67分 · 白星東 71分 |

| スルタン・カーブース・スポーツコンプレックス（マスカット） |

| 2012年3月14日 20:00 UTC+9 |

| 韓国 | 0 - 0    | カタール |
|      | レポート |          |

| ソウルワールドカップ競技場（ソウル） |

| 2012年3月14日 20:35 UTC+3 |

| サウジアラビア        | 1 - 1    | オマーン               |
| アル＝ムワッラド 56分 | レポート | Hussain Al-Hadhri 43分 |

| プリンス・モハメド・ビン・ファハド・スタジアム（ダンマーム） |

#### グループB
| チーム           | 勝点 | 試合数 | 勝 | 引分 | 敗 | 得点 | 失点 | 得失点差 |
| ---------------- | ---- | ------ | -- | ---- | -- | ---- | ---- | -------- |
| アラブ首長国連邦 | 14   | 6      | 4  | 2    | 0  | 8    | 2    | +6       |
| ウズベキスタン   | 8    | 6      | 2  | 2    | 2  | 7    | 5    | +2       |
| イラク           | 5    | 6      | 1  | 2    | 3  | 2    | 7    | -5       |
| オーストラリア   | 4    | 6      | 0  | 4    | 2  | 0    | 3    | -3       |

※イラクは2014 FIFAワールドカップ・アジア3次予選における第1節（2011年9月2日）のホームゲームにて、試合会場の安全上の問題を指摘され、同予選およびこのオリンピック予選におけるホームゲームを国外で開催するよう命じられた。このため、イラクのホームゲームはカタールで実施される。
| 2011年9月21日 19:00 UTC+9:30 |

| オーストラリア | 0 - 0    | アラブ首長国連邦 |
|                | レポート |                  |

| ハインドマーシュ・スタジアム（アデレード） |

| 2011年9月21日 18:00 UTC+5 |

| ウズベキスタン                                   | 2 - 0    | イラク |
| Temurkhuja Abdukholiqov 71分 · Kenja Turaev 78分 | レポート |        |

| JARスタジアム（タシュケント） |

| 2011年11月23日 17:15 UTC+3 |

| イラク | 0 - 0    | オーストラリア |
|        | レポート |                |

| アル・アラビ・スタジアム（カタール・ドーハ） |

| 2011年11月23日 18:20 UTC+4 |

| アラブ首長国連邦 | 0 - 0    | ウズベキスタン |
|                  | レポート |                |

| シェイク・ハリーファ国際スタジアム（アル・アイン） |

| 2011年11月27日 19:15 UTC+11 |

| オーストラリア | 0 - 0    | ウズベキスタン |
|                | レポート |                |

| パラマタ・スタジアム（パラマタ） |

| 2011年11月27日 18:20 UTC+4 |

| アラブ首長国連邦 | 3 - 0    | イラク                                                            |
|                  | レポート | (アブドゥッラヒーム 21分) · (Nabeel Sabah Zghair Al Hlaichi 77分) |

| シェイク・ハリーファ国際スタジアム（アル・アイン） |

※当初のスコアは2-0でイラクの勝利であったものの、イラクが出場停止処分中の選手を出場させていたことが判明したため、この試合は後日没収試合（イラクの0-3での敗戦扱い）とされた。
| 2012年2月5日 16:45 UTC+3 |

| イラク | 0 - 1    | アラブ首長国連邦 |
|        | レポート | Ahmad Ali 3分    |

| アル・アラビ・スタジアム（カタール・ドーハ） |

| 2012年2月5日 20:00 UTC+5 |

| ウズベキスタン                       | 2 - 0    | オーストラリア |
| Kenja Turaev 27分 · Oleg Zoteev 85分 | レポート |                |

| JARスタジアム（タシュケント） |

| 2011年2月21日 16:45 UTC+3 |

| イラク                                                             | 2 - 1    | ウズベキスタン |
| Mohammed Saad Abdullah 45+2分 (PK) · Mustafa Ahmed Abdulameer 88分 | レポート | ムサエフ 23分  |

| アル・アラビ・スタジアム（カタール・ドーハ） |

| 2012年2月22日 17:30 UTC+4 |

| アラブ首長国連邦             | 1 - 0    | オーストラリア |
| O・アブドゥッラフマーン 23分 | レポート |                |

| ムハンマド・ビン・ザーイド・スタジアム（アブダビ） |

| 2012年3月14日 19:30 UTC+11 |

| オーストラリア | 0 - 0    | イラク |
|                | レポート |        |

| セントラルコースト・スタジアム（ゴスフォード） |

| 2012年3月14日 18:00 UTC+5 |

| ウズベキスタン                   | 2 - 3    | アラブ首長国連邦                           |
| Zoteev Oleg 34分 · ムサエフ 47分 | レポート | ハリール 51分, 55分 · Saleh Haboosh 90+3分 |

| JARスタジアム（タシュケント） |

#### グループC
| チーム     | 勝点 | 試合数 | 勝 | 引分 | 敗 | 得点 | 失点 | 得失点差 |
| ---------- | ---- | ------ | -- | ---- | -- | ---- | ---- | -------- |
| 日本       | 15   | 6      | 5  | 0    | 1  | 13   | 3    | +10      |
| シリア     | 12   | 6      | 4  | 0    | 2  | 12   | 6    | +6       |
| バーレーン | 9    | 6      | 3  | 0    | 3  | 8    | 11   | -3       |
| マレーシア | 0    | 6      | 0  | 0    | 6  | 3    | 16   | -13      |

| 2011年9月21日 20:00 UTC+9 |

| 日本                        | 2 - 0    | マレーシア |
| 東慶悟 11分 · 山崎亮平 77分 | レポート |            |

| 鳥栖スタジアム（鳥栖） |

| 2011年9月21日 19:00 UTC+2 |

| シリア                                           | 3 - 1    | バーレーン              |
| Mohammed Fares 15分 · Mardek Mardkian 45分, 54分 | レポート | Sayed Dhiya 85分 (pen.) |

| キング・アブドゥッラー・スタジアム（ヨルダン・アンマン） |

| 2011年11月22日 17:30 UTC+3 |

| バーレーン | 0 - 2    | 日本                        |
|            | レポート | 大津祐樹 44分 · 東慶悟 67分 |

| バーレーン・ナショナル・スタジアム（リファー） |

| 2011年11月23日 20:45 UTC+8 |

| マレーシア | 0 - 2    | シリア                                          |
|            | レポート | Solaiman Solaiman 52分 · Nassouh Nakkdahli 88分 |

| ブキット・ジャリル国立競技場（ブキット・ジャリル） |

| 2011年11月27日 19:20 UTC+9 |

| 日本                          | 2 - 1    | シリア            |
| 濱田水輝 45分 · 大津祐樹 86分 | レポート | アッ＝ソーマ 75分 |

| 国立霞ヶ丘競技場（東京） |

| 2011年11月27日 20:45 UTC+8 |

| マレーシア               | 2 - 3    | バーレーン                      |
| Nazmi 28分 · マハリ 69分 | レポート | Al Amer 80分 · Ahmed 84分, 86分 |

| ブキット・ジャリル国立競技場（ブキット・ジャリル） |

| 2012年2月5日 14:05 UTC+2 |

| シリア                                         | 2 - 1    | 日本            |
| （大迫勇也） 19分 (o.g.) · アッ＝サーリフ 90分 | レポート | 永井謙佑 45+1分 |

| キング・アブドゥッラー・スタジアム（ヨルダン・アンマン） |

| 2012年2月5日 18:30 UTC+3 |

| バーレーン                                                                                      | 2 - 1    | マレーシア                  |
| Mohamed Ali Mohamed Tayeb Mohamed Al-alawi 25分 · Husain A. Jalil Khalil Ebrahim Al Farhan 88分 | レポート | Ahmad Hazwan Bin Bakri 85分 |

| バーレーン・ナショナル・スタジアム（リファー） |

| 2012年2月22日 18:30 UTC+3 |

| バーレーン                                            | 2 - 1    | シリア                |
| Mohamed Ali Mohamed Tayeb Mohamed Al-alawi 12分, 89分 | レポート | アッ＝ドゥーニー 86分 |

| バーレーン・ナショナル・スタジアム（リファー） |

| 2012年2月22日 21:00 UTC+8 |

| マレーシア | 0 - 4    | 日本                                                        |
|            | レポート | 酒井宏樹 35分 · 大迫勇也 44分 · 原口元気 55分 · 齋藤学 60分 |

| ブキット・ジャリル国立競技場（ブキット・ジャリル） |

| 2012年3月14日 20:00 UTC+9 |

| 日本                          | 2 - 0    | バーレーン |
| 扇原貴宏 55分 · 清武弘嗣 59分 | レポート |            |

| 国立霞ヶ丘競技場（東京） |

| 2012年3月14日 13:00 UTC+2 |

| シリア                                         | 3 - 0    | マレーシア |
| Mardek Mardkian 48分, 68分 · アッ＝ソーマ 80分 | レポート |            |

| キング・アブドゥッラー・スタジアム（ヨルダン・アンマン） |

### アジア地区プレーオフ
2012年3月25日・3月27日・3月29日（予備日：3月31日）にベトナムのミーディン国立競技場で開催された。
| チーム         | 勝点 | 試合数 | 勝 | 引分 | 敗 | 得点 | 失点 | 得失点差 |
| -------------- | ---- | ------ | -- | ---- | -- | ---- | ---- | -------- |
| オマーン       | 4    | 2      | 1  | 1    | 0  | 3    | 1    | 2        |
| ウズベキスタン | 3    | 2      | 1  | 0    | 1  | 2    | 3    | -1       |
| シリア         | 1    | 2      | 0  | 1    | 1  | 2    | 3    | -1       |

| 2011年3月25日 19:05 UTC+7 |

| シリア                  | 1 - 1    | オマーン                 |
| アッ＝ドゥーニー 90+5分 | レポート | アル＝ハドリー 44分 (PK) |

| ミーディン国立競技場（ハノイ） |

| 2011年3月27日 20:00 UTC+7 |

| ウズベキスタン                       | 2 - 1    | シリア             |
| Kenja Turaev 73分 · Oleg Zoteev 88分 | レポート | Yasser Shahen 14分 |

| ミーディン国立競技場（ハノイ） |

| 2011年3月29日 19:00 UTC+7 |

| オマーン                                             | 2 - 0    | ウズベキスタン |
| アル＝ハドリー 16分 (PK) · Raed Ibrahim Saleh 45+2分 | レポート |                |

| ミーディン国立競技場（ハノイ） |

この結果、オマーンが1位勝ち抜けとなって4月24日の大陸間プレーオフでセネガルと対戦することとなった。

## 女子
当初は2010年2月から予選を行う予定であったものの、2010年9月あるいは2011年2月に延期することとされた。
前大会より3チーム多い17チームが参加する（前大会に比べ、中国・バーレーン・バングラデシュ・イラン・パレスチナが加わる一方、シンガポール・モルディブが今大会不参加。またカタールは当初エントリーしていたものの辞退した）。出場枠は2。
予選のフォーマットは以下の通り。
1次予選
前回大会の成績上位5チーム（ オーストラリア・ 中華人民共和国・ 日本・ 北朝鮮・ 韓国）は1次予選・2次予選免除。残る12チームを地域別に3組に分け1順の総当たり戦（集中開催方式）を行う。グループAとグループCから上位各2チーム、グループBから上位1チームの計5チームが2次予選に進出する。
2次予選
1次予選突破の5チームで1順の総当たり戦（セントラル方式）を行う。最上位チームが最終予選に進出する。
最終予選
1次予選・2次予選免除の5チームと、2次予選突破の1チームの計6チームで1順の総当たり戦（セントラル方式）を行う。上位2チームが本大会出場権を得る。

### 1次予選

#### グループA
東アジア・東南アジアの5チーム。全試合台湾・高雄で開催。
| チーム               | 勝点 | 試合数 | 勝 | 引分 | 敗 | 得点 | 失点 | 得失点差 |
| -------------------- | ---- | ------ | -- | ---- | -- | ---- | ---- | -------- |
| ベトナム             | 10   | 4      | 3  | 1    | 0  | 9    | 2    | +7       |
| タイ                 | 9    | 4      | 3  | 0    | 1  | 10   | 2    | +8       |
| チャイニーズタイペイ | 5    | 4      | 1  | 2    | 1  | 7    | 5    | +2       |
| ミャンマー           | 4    | 4      | 1  | 1    | 2  | 2    | 5    | -3       |
| 香港                 | 0    | 4      | 0  | 0    | 4  | 0    | 14   | -14      |

| 2011年3月18日 16:30 UTC+8 |

| ベトナム                                                                      | 4 - 0    | 香港 |
| Vu Thi Huyen Linh 13分 · Nguyen Thi Muon 43分, 45分 · Le Thu Thanh Huong 78分 | レポート |      |

| 国家体育場（高雄） |

| 2011年3月18日 19:00 UTC+8 |

| チャイニーズタイペイ | 1 - 1    | ミャンマー           |
| 余秀菁 47分          | レポート | Khin Marlar Tun 55分 |

| 国家体育場（高雄） |

| 2011年3月20日 16:30 UTC+8 |

| ミャンマー | 0 - 2    | ベトナム                                            |
|            | レポート | Nguyen Thi Muon 73分 (pen) · Tran Thi Kim Hong 75分 |

| 国家体育場（高雄） |

| 2011年3月20日 19:00 UTC+8 |

| チャイニーズタイペイ | 0 - 3    | タイ                                                                          |
|                      | レポート | Anootsara Maijarern 24分 · Sunisa Srangthaisong 54分 · Chidtawan Chawong 84分 |

| 国家体育場（高雄） |

| 2011年3月22日 16:30 UTC+8 |

| タイ                                           | 2 - 0    | ミャンマー |
| Chidtawan Chawong 38分 · Pitsamai Sornsai 71分 | レポート |            |

| 国家体育場（高雄） |

| 2011年3月22日 19:00 UTC+8 |

| チャイニーズタイペイ                                                           | 5 - 0    | 香港 |
| Lee Hsiu-Chin 7分 · Chen Ying Hui 65分 · 王湘惠 80分 (pen), 84分 · 余秀菁 89分 | レポート |      |

| 国家体育場（高雄） |

| 2011年3月25日 16:30 UTC+8 |

| 香港 | 0 - 1    | ミャンマー        |
|      | レポート | He Ying 76分 (og) |

| 国家体育場（高雄） |

| 2011年3月25日 19:00 UTC+8 |

| ベトナム                                        | 2 - 1    | タイ                  |
| Nguyen Thi Hoa 53分 · Le Thu Thanh Huong 90+2分 | レポート | Chidtawan Chawong 1分 |

| 国家体育場（高雄） |

| 2011年3月27日 16:30 UTC+8 |

| タイ                                                                            | 4 - 0    | 香港 |
| Chidtawan Chawong 5分, 48分 · Sunisa Srangthaisong 19分 · Pitsamai Sornsai 64分 | レポート |      |

| 国家体育場（高雄） |

| 2011年3月27日 19:00 UTC+8 |

| チャイニーズタイペイ | 1 - 1    | ベトナム            |
| Tsai Li-Chen 77分    | レポート | Nguyen Thi Hoa 19分 |

| 国家体育場（高雄） |

ベトナム・タイが2次予選進出。

#### グループB
南アジア・中央アジアの3チーム。全試合バングラデシュ・ダッカで開催。
| チーム         | 勝点 | 試合数 | 勝 | 引分 | 敗 | 得点 | 失点 | 得失点差 |
| -------------- | ---- | ------ | -- | ---- | -- | ---- | ---- | -------- |
| ウズベキスタン | 4    | 2      | 1  | 1    | 0  | 4    | 1    | +3       |
| インド         | 4    | 2      | 1  | 1    | 0  | 4    | 1    | +3       |
| バングラデシュ | 0    | 2      | 0  | 0    | 2  | 0    | 6    | -6       |

| 2011年3月18日 16:30 UTC+6 |

| バングラデシュ | 0 - 3    | インド                               |
|                | レポート | Ngangom Bala Devi 52分, 70分, 90+2分 |

| バンガバンドゥ・ナショナル・スタジアム（ダッカ） |

| 2011年3月20日 16:30 UTC+6 |

| ウズベキスタン                                                        | 3 - 0    | バングラデシュ |
| Aziza Ermatova 64分 · Makhliyo Sarikova 74分 · Lyudmila Karachik 89分 | レポート |                |

| バンガバンドゥ・ナショナル・スタジアム（ダッカ） |

| 2011年3月22日 16:30 UTC+6 |

| インド                   | 1 - 1    | ウズベキスタン       |
| Thongam Tababi Devi 71分 | レポート | Kamola Riskieva 79分 |

| バンガバンドゥ・ナショナル・スタジアム（ダッカ） |

プレーオフ
インドとウズベキスタンは総当たり戦の結果で並んだため（勝ち点・得失点差・総得点・直接対戦の戦績のいずれも同一）、3月23日にプレーオフが行われた。
| 2011年3月23日 7:00 UTC+6 |

| インド           | 1 - 5               | ウズベキスタン                                                                                        |
| Bembem Devi 42分 | レポート 参考サイト | Elena Lagutkina 57分, 60分 · Karachik Lyudmila 72分 · Feruza Turdiboeva 75分 · Makhliyo Sarikova 77分 |

| ビルシュレサ・シパヒ・モハメド・ムスタファ・スタジアム（ダッカ） |

ウズベキスタンが2次予選進出。

#### グループC
西アジアの4チーム。全試合ヨルダン・ザルカで開催。
| チーム     | 勝点 | 試合数 | 勝 | 引分 | 敗 | 得点 | 失点 | 得失点差 |
| ---------- | ---- | ------ | -- | ---- | -- | ---- | ---- | -------- |
| イラン     | 7    | 3      | 2  | 1    | 0  | 7    | 1    | +6       |
| ヨルダン   | 5    | 3      | 1  | 2    | 0  | 8    | 2    | +6       |
| バーレーン | 2    | 3      | 0  | 2    | 1  | 2    | 4    | -2       |
| パレスチナ | 1    | 3      | 0  | 1    | 2  | 1    | 11   | -10      |

※ カタールは当初グループCに組み込まれていた ものの棄権した。
| 2011年3月8日 13:30 UTC+2 |

| パレスチナ | 0 - 4               | イラン                                                |
|            | レポート 参考サイト | Rahimi Maryam 3分, 13分, 55分 · Karimi Fereshteh 31分 |

| プリンス・モハメド・スタジアム（ザルカ） |

| 2011年3月8日 18:00 UTC+2 |

| ヨルダン                         | 1 - 1    | バーレーン                           |
| Sama'a Samir Hamad Khraisat 34分 | レポート | Reem Yusuf Masood Salem Alhashmi 2分 |

| プリンス・モハメド・スタジアム（ザルカ） |

| 2011年3月10日 13:30 UTC+2 |

| パレスチナ            | 1 - 1    | バーレーン                               |
| Nadin M. H. Owda 17分 | レポート | Manar Ebrahim Jassim Mohamed Yaqoob 20分 |

| プリンス・モハメド・スタジアム（ザルカ） |

| 2011年3月10日 18:00 UTC+2 |

| イラン                 | 1 - 1    | ヨルダン                       |
| Hatamnezhad Zahra 55分 | レポート | Maysa Ziad Mahmoud Jbarah 24分 |

| プリンス・モハメド・スタジアム（ザルカ） |

| 2011年3月12日 13:30 UTC+2 |

| バーレーン | 0 - 2    | イラン                  |
|            | レポート | Rahimi Maryam 8分, 70分 |

| プリンス・モハメド・スタジアム（ザルカ） |

| 2011年3月12日 18:00 UTC+2 |

| ヨルダン | 6 - 0    | パレスチナ |
| Maysa Ziad Mahmoud Jbarah 3分, 32分 · Stephanie Mazen Yousef Al-Naber 6分 · Farah Emad Ahmad Alazab 21分, 51分 · Enshirah Ibrahim Mohammad Alhyasat 90+2分 | レポート |            |

| プリンス・モハメド・スタジアム（ザルカ） |

イラン・ヨルダンが2次予選進出。

### 2次予選
全試合ヨルダン・アンマンで開催。
| チーム         | 勝点 | 試合数 | 勝 | 引分 | 敗 | 得点 | 失点 | 得失点差 |
| -------------- | ---- | ------ | -- | ---- | -- | ---- | ---- | -------- |
| タイ           | 7    | 3      | 2  | 1    | 0  | 15   | 4    | +11      |
| ウズベキスタン | 6    | 3      | 2  | 0    | 1  | 6    | 6    | 0        |
| ベトナム       | 4    | 3      | 1  | 1    | 1  | 5    | 5    | 0        |
| ヨルダン       | 0    | 3      | 0  | 0    | 3  | 0    | 11   | -11      |
| イラン         |      |        |    |      |    |      |      |          |

※上記の表はイラン戦を除いた結果である（注）。
| 2011年6月3日 16:00 UTC+2 |

| ウズベキスタン        | 1 - 5    | タイ                                                                           |
| Makhliyo Sarikova 5分 | レポート | Pitsamai Sornsai 14分, 45分 · Kanjana Sung-ngoen 26分 · Nisa Romyen 34分, 71分 |

| アンマン国際スタジアム（アンマン） |

| 2011年6月3日 19:00 UTC+2 |

| ヨルダン | （注） | イラン |
|          |        |        |

| アンマン国際スタジアム（アンマン） |

| 2011年6月5日 15:00 UTC+2 |

| イラン | （注） | ベトナム |
|        |        |          |

| キング・アブドゥッラー・スタジアム（アンマン） |

| 2011年6月5日 19:00 UTC+2 |

| ヨルダン | 0 - 3    | ウズベキスタン                                        |
|          | レポート | Feruza Turdiboeva 76分 · Makhliyo Sarikova 78分, 81分 |

| キング・アブドゥッラー・スタジアム（アンマン） |

| 2011年6月7日 16:00 UTC+2 |

| タイ | （注） | イラン |
|      |        |        |

| アンマン国際スタジアム（アンマン） |

| 2011年6月7日 19:00 UTC+2 |

| ベトナム            | 1 - 0    | ヨルダン |
| Nguyen Thi Hoa 67分 | レポート |          |

| アンマン国際スタジアム（アンマン） |

| 2011年6月10日 16:00 UTC+2 |

| ウズベキスタン               | 2 - 1    | ベトナム               |
| Makhliyo Sarikova 36分, 69分 | レポート | Nguyen Thi Muon 90+4分 |

| アンマン国際スタジアム（アンマン） |

| 2011年6月10日 19:00 UTC+2 |

| タイ | 7 - 0    | ヨルダン |
| Wilaiporn Boothduang 19分 · Nuengruethai Phaikhet 33分 · Junpen Seesraum 36分 · Pitsamai Sornsai 40分 · Taneekarn Dangda 49分 · Nisa Romyen 64分, 75分 | レポート |          |

| アンマン国際スタジアム（アンマン） |

| 2011年6月12日 15:00 UTC+2 |

| イラン | （注） | ウズベキスタン |
|        |        |                |

| キング・アブドゥッラー・スタジアム（アンマン） |

| 2011年6月12日 19:00 UTC+2 |

| ベトナム                                                           | 3 - 3    | タイ                                                                             |
| Le Thi Thuong 8分 · Nguyen Thi Muon 12分 · Le Thu Thanh Huong 37分 | レポート | Nguyen Hai Hoa 18分 (o.g.) · Kanjana Sung-Ngoen 25分 · Wilaiporn Boothduang 84分 |

| キング・アブドゥッラー・スタジアム（アンマン） |

タイが最終予選進出。

#### ヒジャブの着用に関するトラブルと顛末
イラン女子代表は、競技時にヒジャブ（イスラム教圏で女性が着用する、頭などを覆う布）を着用したことが国際サッカー連盟(FIFA)の規定違反であるとして試合への参加を拒否され、6月3日のヨルダン戦は不戦敗（0 - 3での敗戦扱い）とされた。イランは、一度妥協案で合意が出来ていたにもかかわらず今回の処分を受けたとして抗議している。6月5日のベトナム戦も同様の処分が下された。
なおアジアサッカー連盟は、サッカー競技規則の解釈によりヒジャブ着用を違反とされたことについて、国際サッカー評議会(IFAB)に規則の解釈の見直しを求めるよう、国際サッカー連盟事務局長に求める方針を示した(IFABを構成するFIFAおよびイギリス本土4協会を除く地域連盟および各協会は、FIFA事務局長に書面で規則改正案を提出できる)。
2012年7月5日、スイス･チューリッヒにあるFIFA本部で開かれたIFAB特別会合で、イスラム教徒のヒジャブ（通達上の表記はヘッドスカーフ）の試験導入(強制ではなく、競技会ごとに定める。2014年IFAB年次総会で永続導入なども含め最終決定する)が決まり、2012年10月2日のIFAB年次事務会議で試合で使用を許可するヒジャブのデザイン、色、素材を決定した。

### 最終予選
全試合中国・済南で開催。
| チーム         | 勝点 | 試合数 | 勝 | 引分 | 敗 | 得点 | 失点 | 得失点差 |
| -------------- | ---- | ------ | -- | ---- | -- | ---- | ---- | -------- |
| 日本           | 13   | 5      | 4  | 1    | 0  | 8    | 2    | +6       |
| 北朝鮮         | 11   | 5      | 3  | 2    | 0  | 10   | 3    | +7       |
| オーストラリア | 9    | 5      | 3  | 0    | 2  | 8    | 4    | +4       |
| 中華人民共和国 | 5    | 5      | 1  | 2    | 2  | 2    | 2    | 0        |
| 韓国           | 4    | 5      | 1  | 1    | 3  | 7    | 7    | 0        |
| タイ           | 0    | 5      | 0  | 0    | 5  | 1    | 18   | -17      |

| 2011年9月1日 15:30 |

| 日本                                                                   | 3 - 0                       | タイ |
| 川澄奈穂美 61分 · 田中明日菜 75分 · Kwanruethai Kunupatham 90分 (o.g.) | レポート(JFA) レポート(AFC) |      |

| 山東省体育中心体育場（済南） |

| 2011年9月1日 19:00 |

| 中華人民共和国 | 0 - 0    | 韓国 |
|                | レポート |      |

| 済南オリンピックスポーツセンター（済南） |

| 2011年9月1日 15:30 |

| 北朝鮮      | 1 - 0    | オーストラリア |
| 金淑京 10分 | レポート |                |

| 済南オリンピックスポーツセンター（済南） |

| 2011年9月3日 19:00 |

| 中華人民共和国 | 0 - 0    | 北朝鮮 |
|                | レポート |        |

| 山東省体育中心体育場（済南） |

| 2011年9月3日 15:30 |

| オーストラリア                                                                          | 5 - 1    | タイ                  |
| Kyah Simon 13分 · Michelle Heyman 15分, 34分 · Tameka Butt 45分 · Emily Van Egmond 58分 | レポート | Dangda Taneekarn 59分 |

| 済南オリンピックスポーツセンター（済南） |

| 2011年9月3日 19:00 |

| 韓国        | 1 - 2                       | 日本                          |
| 池笑然 30分 | レポート(JFA) レポート(AFC) | 阪口夢穂 10分 · 大野忍 45+1分 |

| 済南オリンピックスポーツセンター（済南） |

| 2011年9月5日 15:30 |

| 韓国                            | 2 - 3    | 北朝鮮                                 |
| 李賢英 5分 · 趙燕美 62分 (o.g.) | レポート | 羅恩心 9分 · 崔美京 28分 · 黄聖美 57分 |

| 済南オリンピックスポーツセンター（済南） |

| 2011年9月5日 15:30 |

| 日本            | 1 - 0                       | オーストラリア |
| 川澄奈穂美 62分 | レポート(JFA) レポート(AFC) |                |

| 山東省体育中心体育場（済南） |

| 2011年9月5日 19:00 |

| タイ | 0 - 2    | 中華人民共和国        |
|      | レポート | 尤佳 40分 · 徐媛 80分 |

| 山東省体育中心体育場（済南） |

| 2011年9月8日 19:00 |

| オーストラリア        | 1 - 0    | 中華人民共和国 |
| Emily Van Egmond 61分 | レポート |                |

| 済南オリンピックスポーツセンター（済南） |

| 2011年9月8日 15:30 |

| タイ | 0 - 3    | 韓国                                    |
|      | レポート | 鄭恵因 10分 · 柳英雅 56分 · 李賢英 82分 |

| 済南オリンピックスポーツセンター（済南） |

| 2011年9月8日 15:30 |

| 北朝鮮        | 1 - 1                       | 日本               |
| 金朝蘭 90+2分 | レポート(JFA) レポート(AFC) | 金南熙 83分 (o.g.) |

| 山東省体育中心体育場（済南） |

| 2011年9月11日 19:00 |

| 日本            | 1 - 0                       | 中華人民共和国 |
| 田中明日菜 58分 | レポート(JFA) レポート(AFC) |                |

| 済南オリンピックスポーツセンター（済南） |

| 2011年9月11日 15:30 |

| タイ | 0 - 5    | 北朝鮮                                                      |
|      | レポート | 崔美京 30分 · 尹松美 35分 · 羅恩心 50分, 70分 · 金恩花 56分 |

| 済南オリンピックスポーツセンター（済南） |

| 2011年9月11日 15:30 |

| 韓国        | 1 - 2    | オーストラリア                        |
| 権荷娜 27分 | レポート | Lisa De Vanna 62分 · Tameka Butt 76分 |

| 山東省体育中心体育場（済南） |

日本・北朝鮮が本大会出場権を獲得。